# Golfo della Titovka
Il golfo della Titovka (in russo Губа Титовка?, guba Titovka) è un'insenatura lungo la costa settentrionale russa, nell'oblast' di Murmansk, amministrata dal Kol'skij rajon. È situato nella parte sud-occidentale del mare di Barents.

## Geografia
Il golfo si apre verso nord, sulla costa meridionale del più ampio golfo Motovskij, e a sud delle penisole Rybačij (полуостров Рыбачий) e Srednij (полуостров Средний). Ha una lunghezza di circa 5,3 km e una larghezza massima di 2,3 km all'ingresso. La profondità massima è di 76 m, che diminuisce gradualmente verso sud. Durante le basse maree la parte meridionale del golfo si asciuga per quasi 2 km di lunghezza.
Nel golfo sfociano la Titovka (река Титовка), dalla quale prende il nome, e altri brevi corsi d'acqua.
All'imboccatura si trovano l'isola Titovskij (остров Титовский) e, poco più a nord, l'isola Ovečij (остров Овечий).
Le coste orientali e occidentali sono principalmente alte e rocciose; a ovest raggiungono i 342 m d'altezza. A sud, nei pressi della foce della Titovka, le rive sono invece basse e sabbiose. 

## Storia
Agli inizi del XX secolo, nel golfo si trovava un insediamento rurale (погост, pogost) con una chiesa, abitato da pescatori sami, che vivevano soprattutto di salmoni.
Alla foce del fiume si trova il villaggio disabitato di Novaja Titovka, abolito nel 2007.